# Dietmar Köster
Dietmar Köster, né le 6 janvier 1957 à Schwerte, est un sociologue et homme politique allemand, membre du Parti social-démocrate d'Allemagne (SPD). Il est député européen de 2014 à 2024.

## Biographie
Dietmar Köster étudie les sciences sociales à Bochum. En 2001, il obtient un doctorat à l'université de Dortmund.
De 2002 à 2004 puis depuis 2006, il est membre de l'exécutif régional du Parti social-démocrate d'Allemagne (PSE). Il est candidat aux élections européennes de 2009 pour ce même parti, mais il n'est pas élu. Il est élu député européen en 2014 et réélu en 2019. 